# Gironella
Gironella település Spanyolországban, Barcelona tartományban. Lakosainak száma 5055 fő (2024).

## Földrajza
Gironella Olvan és Casserres községekkel határos.

## Népesség
A település lakosságának változását az alábbi diagram mutatja:
| Lakosok száma | 331  | 1379 | 4617 | 5638 | 5348 | 4884 | 5052 | 4987 | 4826 | 5055 |
|               | 1717 | 1887 | 1936 | 1960 | 1986 | 2004 | 2009 | 2014 | 2019 | 2024 |